# James Foley (journaliste)
Pour les articles homonymes, voir James Foley et Foley.
James Wright Foley, né le 18 octobre 1973 à Rochester dans le New Hampshire aux États-Unis et mort le 18 août 2014, probablement près de Raqqa en Syrie, est le premier otage américain exécuté par l'État islamique "en représailles" à l'intervention militaire de la coalition internationale en Irak et en Syrie,,,,. Enlevé le 22 novembre 2012 au nord-ouest de la Syrie, alors qu'il est journaliste pour le journal américain GlobalPost, il est décapité par Mohammed Emwaz, dit « Jihadi John », et la vidéo de son exécution est diffusée sur internet.

## Biographie
James Foley est originaire de Rochester, dans le New Hampshire. En 1996, il est diplômé de l'université catholique Marquette, et catholique,. En 2003, il est également diplômé de la MFA Program for Poets & Writers à l'Université du Massachusetts à Amherst. Ensuite, en 2008, il obtient un diplôme de la Medell School of Journalism de la Northwestern University.

### Carrière
James Foley est d'abord enseignant en Arizona, puis dans le Massachusetts et à Chicago, avant de devenir reporter-photographe au milieu des années 2000. En avril 2011, alors qu'il travaille pour GlobalPost, il est emprisonné avec trois autres journalistes, près de Brega, en Libye, par les forces loyales à Muammar Kaddafi durant la guerre civile libyenne. Un de ses collègues, Anton Hammerl, est tué lors de l'attaque au cours de laquelle il est capturé,. Il est libéré 44 jours plus tard.
Foley continue à travailler pour GlobalPost, ainsi que pour d'autres médias, telle que l'agence française Agence France-Presse, jusqu'à son enlèvement le 22 novembre 2012, en Syrie.

### Enlèvement et assassinat
James Foley est enlevé avec son interprète, près de Taftanaz, dans le gouvernorat d'Idleb, le 22 novembre 2012. Son interprète est libéré par la suite,. Il aurait probablement été capturé par des djihadistes du Front al-Nosra, qui plus tard rallieront l'État islamique en Irak et au Levant. 
Une intervention des forces spéciales américaines est initiée par Barack Obama, quelque part en Syrie en juillet 2014, afin de libérer James Foley et les autres otages. Des combats ont lieu durant lesquels un nombre important de miliciens sont tués, mais James Foley n'est pas localisé. L'opération de sauvetage est menée sous le secret, mais révélée après la mort de Foley, confirmant pour la première fois qu'une intervention des troupes américaines avait été menée durant la guerre civile syrienne.
Le journaliste français Nicolas Hénin qui a été otage pendant sept mois avec James Foley et avec qui il partageait la même pièce a témoigné que Foley était « devenu le souffre-douleur des geôliers. Il s'en prenait plein la gueule mais il restait impassible » parce qu'ils avaient découvert que son frère Michael était dans l'US Air Force. Foley avait dit à Hénin que s'il s'en sortait, il ferait du dialogue interreligieux et de l'aide à la communication entre les mondes musulman et chrétien ou travaillerait au Comité pour la protection des journalistes.
L'un de ses geôliers a été le terroriste Najim Laachraoui, un des auteurs des attentats du 22 mars 2016 à Bruxelles. Les déplacements de Foley sont restés inconnus jusqu'en août 2014, lorsque l'État islamique diffuse une vidéo sur YouTube montrant James Foley lisant une déclaration invitant les citoyens américains à cesser leur soutien au gouvernement américain dans sa campagne de bombardement ciblant l'État Islamique. La vidéo montre ensuite sa décapitation et révèle que l'État islamique détient un autre journaliste américain nommé Steven Sotloff, menacé d'être également assassiné si le président américain Barack Obama ne fait pas arrêter les attaques aériennes contre l'État Islamique. La vidéo est tournée dans un endroit désertique non localisé.
Le 20 août 2014, le Conseil de sécurité américain confirme l'authenticité de la vidéo. Le jour précédent, soit le 19 août 2014, la famille de James Foley confirme sa mort,. Diane Foley, la mère de James, confie « il a donné sa vie en essayant de montrer au monde la souffrance du peuple syrien. »
Le 23 août 2014, Eliot Higgins, fondateur du collectif d'investigation Bellingcat, affirme avoir trouvé la localisation de l'endroit où James Foley a été assassiné. En se basant sur la vidéo et des données satellitaires, il l'identifie à une colline située non loin de l'entrée occidentale de la ville syrienne de Ratla (ar). Ses conclusions sont néanmoins rapidement contestées.  

### Conséquences de l'assassinat
En réponse à une question posée lors d'une conférence de presse le 20 août et demandant si, à la suite de l'assassinat de Foley et des menaces visant l'autre journaliste américain, les États-Unis allaient suspendre leurs frappes aériennes comme le demande le groupe jihadiste ISIS (l'État islamique en Irak et au Levant), le président américain Barack Obama annonce que « la seule question qui se pose est de savoir si nous allons les intensifier ». 14 frappes sont réalisées le jour même.
Les services secrets britanniques et américains tentent d'identifier le tueur qui parle anglais avec un accent britannique, sur la vidéo diffusée,. Le premier ministre britannique David Cameron, qui a interrompu ses vacances pour diriger une cellule de crise, admet que l'assassin du journaliste est probablement anglais et annonce renforcer l'interdiction des candidats au jihad. Le coupable serait un ex-rappeur.
Le 22 août 2014, au cours d’un point presse, Ben Rhodes, conseiller adjoint à la sécurité nationale de la Maison-Blanche, déclare que l’assassinat de James Foley par les jihadistes de l’État islamique représente « une attaque terroriste » contre les États-Unis, n’excluant pas des frappes en Syrie.

## Hommage
Un documentaire retrace son histoire Jim : the James Foley story.

### Note
1. ↑  Contrairement à beaucoup d'autres vidéos de décapitation, celle de James Foley ne montre pas l'acte en lui-même mais seulement son commencement et son aboutissement